# Wenceslao Valera Olano
Juan Wenceslao Valera Olano (Cajamarca, 5 de marzo de 1853 - Miraflores, 8 de agosto de 1938) fue un abogado y político peruano. Miembro del Partido Liberal, fue presidente de la Cámara de Diputados (1896-1897); ministro de Relaciones Exteriores (1912-1913) y ministro de Justicia, Culto e Instrucción (1915-1917). Además es el abuelo del poeta Javier Valera de la Cuadra.

## Biografía
Fue hijo de José A. Valera y Rafaela Olano. Cursó sus estudios escolares en su ciudad natal. Trasladado a Lima, ingresó a la Universidad Mayor de San Marcos en 1874, donde se tituló de abogado.
Fue sucesivamente elegido diputado por Cajamarca (1886-1894) y por Contumazá (1895-1900). Fue uno de los opositores del Contrato Grace. Presidió la Cámara de Diputados en la legislatura de 1896.
En 1901, secundó a Augusto Durand Maldonado en la fundación del Partido Liberal, de cuya primera junta directiva fue miembro. Fundó el diario La Evolución para que sirviera de vocero a su partido.
Fue elegido senador por Áncash entre 1911 y 1918.
Formó parte del primer gabinete ministerial del gobierno de Guillermo Billinghurst, como ministro de Relaciones Exteriores, jurando dicho cargo el 24 de septiembre de 1912. Se mantuvo en dicho cargo hasta el 17 de junio de 1913, cuando fue reemplazado por Francisco Tudela y Varela.
Derrocado Billinghurst en 1914 e instalado el gobierno provisorio del coronel Óscar R. Benavides, Valera fue uno de los impulsores de la convención de partidos, a la que asistió como delegado de su partido. Los otros partidos participantes fueron el Partido Civil y el Partido Constitucional, todos los cuales acordaron lanzar la candidatura presidencial del civilista José Pardo y Barreda, que resultó ganador en las elecciones de 1915.
El 18 de agosto de 1915, al inaugurarse el segundo gobierno de José Pardo, Valera asumió como ministro de Justicia, Instrucción, Culto y Beneficencia. Su paso por dicho portafolio dejó huella: amplió la educación secundaria de cuatro a cinco años, dispuso que los postulantes a estudios universitarios rindieran un examen de conocimientos, y autorizó la apertura de la Universidad Católica. Estuvo dos años como ministro, hasta que el 27 de julio de 1917 fue reemplazado por Ricardo L. Flores, también del Partido Liberal.
Luego fue acreditado en Bolivia como ministro plenipotenciario, pero al ocurrir el golpe de Estado de Augusto B. Leguía, optó por renunciar (1919). Desde entonces se consagró a su profesión de abogado.